# Náměstí Svobody (Charkov)
Náměstí Svobody (ukrajinsky Майдан Свободи, Majdan Svobody; rusky Площадь Свободы, Ploščaď Svobody) v Charkově na severovýchodě Ukrajiny je třetí největší náměstí v Evropě a šesté na světě. V letech 1927–1995 neslo název náměstí Dzeržinského po bolševikovi Felixi Dzeržinském, zakladateli tajné policie Čeka.
Projekt náměstí byl zpracován Viktorem Trocenkem roku 1924, tedy v době, kdy byl Charkov hlavním městem Ukrajinské SSR (do roku 1934); následně byl upraven kvůli sídlu Domu státního průmyslu (GosProm).
Náměstí o rozloze 116 000 m² a délce okolo 700 m má tvar protáhlé kapky. Průměr kruhové části je 350 m. Nejvýraznější dominantou náměstí je konstruktivistická budova Deržpromu z 20. let 20. století; v podobném stylu byla postavena budova Charkovské národní univerzity ze 30. let. Velká část dalších budov nese znaky stalinské „novorenesanční“ architektury 30.–50. let. V 60. letech byl vztyčen pomník V. I. Lenina.
Pod náměstím se nacházejí dvě stanice charkovského metra – Universytet (Saltovská linka, 1984) a Deržprom (Oleksijivská linka, 1995).